# Klaus (film)
Klaus är en engelskspråkig spansk animerad film från 2019, i regi av Sergio Pablos. Filmen är producerad och distribuerad av Netflix. Den berättar en alternativ bakgrundshistoria om hur legenden kring jultomten kom till. Filmen hade svensk streamingpremiär den 15 november 2019.
Ledmotivet till filmen, "Invisible", sjungs av Zara Larsson.

## Handling
Den unge och bortskämde rikemanssonen Jesper blir utsedd till brevbärare av sin pappa, som ger sonen ett ultimatum: Om han inte lyckas att posta 6000 brev på ett år i staden Smeerensburg, kommer han att bli arvlös och hamna i rännstenen.
När Jesper väl anländer till Smeerensburg, upptäcker han att stadens befolkning är i fejd med varandra, och inte har något intresse av att skicka brev. Till sin hjälp, tar Jesper då den träsnidande eremiten Klaus, för att få barnen att skicka brev till denne, och en vänskap börjar formas…

## Rollista (i urval)
- Jason Schwartzman – Jesper Johansson
- J.K. Simmons – Klaus
- Rashida Jones – Alva
- Joan Cusack – Fru Krum
- Will Sasso – Herr Ellingboe
- Norm Macdonald – Mogens
- Sam McMurray – Jespers pappa & Sergeanten
- Sergio Pablos – Stor Ellingboe-flicka & Stor Krum-pojke
- Neda Margrethe Labba – Márgu

## Svenska röster
- Björn Gustafsson – Jesper Johansson
- Jan Åström – Klaus
- Rakel Wärmländer – Alva
- Katrin Sundberg – Fru Krum
- Ole Ornered – Herr Ellingboe
- Leif Andrée – Mogens
- Johan Hedenberg – Jespers pappa
- Adam Fietz – Sergeanten
- Kayode 'Kayo' Shekoni – Stor Ellingboe-flicka
- Anton Körberg – Stor Krum-pojke
- Ruben Adolfsson – Liten Krum-pojke

Den svenska dubbningen av filmen sköttes på Eurotroll, i översättning av Anna Holknekt och dialogregi av Charlotte Ardai Jennefors.

## Mottagande

### Kritik
På Metacritic har Klaus ett genomsnittsbetyg på 65 av 100, baserat på 20 recensioner. Användarnas betyg på Metacritic ligger på 88. På Rotten Tomatoes har filmen ett medelbetyg på 94%, baserat på 70 recensioner.
På filmsajten IMDb har filmen ett medelbetyg på 8,2 och ligger på plats 162 över listan över de bästa filmerna någonsin (september 2021).

### Priser
Klaus vann och nominerades till flera filmpriser. I januari 2020 vann filmen sju priser på Annie Award-galan, bl.a. för bästa animerade film. Den vann även en BAFTA Award för bästa animerade film och nominerades även till en Oscar i samma kategori, men förlorade denna till Toy Story 4.